# Pooluvapatti
Pooluvapatti es una ciudad y nagar Panchayat situada en el distrito de Coimbatore en el estado de Tamil Nadu (India). Su población es de 12853 habitantes (2011).

## Demografía
Según el censo de 2011 la población de Pooluvapatti era de 12853 habitantes, de los cuales 6386 eran hombres y 6467 eran mujeres. Pooluvapatti tiene una tasa media de alfabetización del 69,40%, inferior a la media estatal del 80,09%: la alfabetización masculina es del 77,20%, y la alfabetización femenina del 61,74%.